# 竹子港 (高雄市)
竹子港，原寫為竹仔港，是臺灣高雄市永安區的一個傳統地域名稱，位於該區東南部。相較於今日行政區，其範圍大致包括維新里不含東北端、永華里東部不含東北端，以及路竹區的新達里西南部。
本地區境內主要聚落為竹仔港，設有維新國小。

## 歷史
台灣日治初期，竹子港地區為一街庄，稱為「竹仔港庄」（舊制街庄），隸屬於維新里。該庄昔日北與烏樹林庄為鄰，東與本洲庄為鄰，南邊隔阿公店溪與港口崙庄、彌陀港庄、鹽埕庄為界，西邊隔阿公店溪與舊港口庄為界。
1901年（日治明治三十四年）11月11日，全台廢縣廳改設二十廳，該庄隸屬於鳳山廳。1904年（明治三十七年）5月3日，該庄編入「竹仔港區」，隸屬於鳳山廳。1909年（明治四十二年）10月25日，全台合併二十廳為十二廳，竹仔港區改隸屬於臺南廳。1920年（大正九年）10月1日，全台地方制度大改正，廢十二廳改設五州二廳，該庄改制並雅化為「竹子港」大字，隸屬於高雄州岡山郡彌陀庄（新制街庄）。
戰後彌陀庄改制為彌陀鄉，隸屬於高雄縣，大字亦改制為村。1950年（民國39年）3月1日，彌陀鄉拆分出永安鄉，本地區改隸屬於永安鄉。同年10月1日，高、屏分治，永安鄉仍隸屬於高雄縣。2010年（民國99年）12月25日，高雄縣、市合併為直轄高雄市，永安鄉改制為永安區，村亦改制為里。

## 聚落
本地區發展較早的聚落為竹仔港、崁下（已消失），在日治初期的官方地圖上已有記載。另外，本地區西北端鄰近舊港口地區的新厝仔聚落週邊已發展成為該聚落的一部分。

## 交通
省道台17線又稱「西部濱海公路」，是甲南至水底寮的幹道，經過本地區竹仔港聚落郊。由該道路北行可前往路竹區西端、湖內區西南端、茄萣區、台南市南區等地；南行可前往彌陀區、梓官區、橋頭區西南端、楠梓區等地。
市道186號是維新至大樹的道路，其西側端點（起點）位於本地區中部的省道台17線路口。由此向東會經過本地區的竹仔港聚落，續行可前往岡山區、燕巢區、大社區、仁武區等地。
區道高20線是新港口至三塊厝的道路，經過本地區西北角。
區道高21線是永安至文安的道路，經過本地區西部邊界地帶。
區道高22線是舊港至竹仔港的道路，其東側端點（終點）位於本地區中部偏南、竹仔港聚落西南郊的省道台17線路口。

## 學校
- 維新國小

## 產業
- 永安工業區